# فرید اف ابراهیم
فرید اف ابراهیم (انگلیسی: Farid F. Abraham؛ زادهٔ ۵ مهٔ ۱۹۳۷) فیزیک‌دان اهل ایالات متحده آمریکا دانش‌آموخته دانشگاه آریزونا است. وی پیشگام روشهای جدید استفاده از مدل‌سازی رایانه در زمینه‌های مکانیک شکست، دینامیک غشاء و رفتار تحول فاز ماده است. وی تاکنون دو کتاب درسی و بیش از ۲۰۰ مقاله در مجلات بین‌المللی منتشر کرده‌است. او برنده جایزه Aneesur Rahman در فیزیک محاسباتی است، که بالاترین جایزه ای است که توسط انجمن فیزیکی آمریکا داده می‌شود.

## زندگی‌نامه
آبراهام بومی آریزونا است و دوران تحصیل خود را در زمینه فیزیک از دانشگاه آریزونا گذرانده‌است. وی در سال ۱۹۶۶ به عنوان کارمند در مرکز علمی Palo Alto به IBM پیوست. در سال ۱۹۷۱، او به عنوان اولین استاد مشاوره در دانشگاه استنفورد برگزیده شد و دوره کارشناسی ارشد علوم کاربردی محاسباتی را در گروه علوم مواد خود تدوین کرد.